# Aphelandra euopla
Aphelandra euopla är en akantusväxtart som beskrevs av Emery Clarence Leonard. Aphelandra euopla ingår i släktet Aphelandra och familjen akantusväxter. Inga underarter finns listade i Catalogue of Life.